# Мальдивы на летних Олимпийских играх 2008
Олимпийская сборная Мальдив приняла участие в летних Олимпийских играх 2008 года, отправив в Пекин четырёх спортсменов в двух видах спорта — лёгкой атлетике и плавании. По итогам игр спортсмены из Мальдив не завоевали ни одной олимпийской медали.

## Плавание
| Дисциплина                    | Спортсмен          | Предварительные заплывы | Предварительные заплывы | Полуфинал | Полуфинал | Финал     | Финал     |
| Дисциплина                    | Спортсмен          | Результат               | Место                   | Результат | Место     | Результат | Место     |
| ----------------------------- | ------------------ | ----------------------- | ----------------------- | --------- | --------- | --------- | --------- |
| Мужчины — 50 м вольным стилем | Ибрахим Шамиль     | 29.28                   | 88                      | не прошёл | не прошёл | не прошёл | не прошёл |
| Женщины — 50 м вольным стилем | Амина Руйя Хуссейн | 30.21                   | 72                      | не прошла | не прошла | не прошла | не прошла |

## Лёгкая атлетика
| Дисциплина      | Спортсмен | Забеги 1                  | Забеги 1 | Забеги 2  | Забеги 2  | Полуфинал | Полуфинал | Финал     | Финал     |
| Дисциплина      | Спортсмен | Результат                 | Место    | Результат | Место     | Результат | Место     | Результат | Место     |
| --------------- | --------- | ------------------------- | -------- | --------- | --------- | --------- | --------- | --------- | --------- |
| Мужчины — 100 м | Али Шариф | 11.11 Национальный рекорд | 69       | не прошёл | не прошёл | не прошёл | не прошёл | не прошёл | не прошёл |
| Женщины — 800 м | Аиша Риша | 2:30.14                   | 39       | не прошла | не прошла | не прошла | не прошла | не прошла | не прошла |